# Eine Kirche der Angst vor dem Fremden in mir
Eine Kirche der Angst vor dem Fremden in mir ist ein „Fluxus-Oratorium“ von Christoph Schlingensief. Die Uraufführung fand am 21. September 2008 in der Gebläsehalle im Landschaftspark Duisburg-Nord anlässlich der RuhrTriennale 2008 statt. Schlingensief thematisiert in dem Werk seine Erkrankung an Lungenkrebs, von der er Anfang 2008 erfuhr und an der er im August 2010 starb. Grundlage waren 450 Seiten Text, die Schlingensief in ein Diktiergerät im Krankenhaus sprach.

## Rezeption
Das Stück wurde für das Berliner Theatertreffen 2009 als eine der zehn „bemerkenswertesten Inszenierungen“ des Jahres 2008 ausgewählt und eröffnete das Programm.
Rüdiger Schaper schrieb dazu in Die Zeit online:
„Diese Kräfte hat Schlingensief in der Kirche der Angst freigesetzt. Ein Requiem, eine synkretische Messe, ein Fegefeuer, in dem auch die Eitelkeiten eines Provokationskünstlers verbrennen. Der Originalschauplatz, die alte Gebläsehalle im Duisburger Industriepark, verweist darauf, dass es hier auch nicht um ein Einzelschicksal geht. Es wird in einer aufgelassenen Kathedrale des deutschen Kapitalismus um das Überleben von Oper und Theater gespielt.“